# Josep González i Esplugas
Josep González i Esplugas (Barcelona, 30 d'agost de 1906 – Barcelona, 31 de maig de 1997) va ser un arquitecte racionalista català, membre del GATCPAC. També va ser un gran esportista: en natació va guanyar dos campionats de Catalunya i un d'Espanya en els 100 metres esquena.

## Esport
Es formà al Club Natació Arenys, club amb el qual aconseguí dos campionats de Catalunya i un d'Espanya en els 100 metres esquena. El 1928 s'afilià al Club Natació Barcelona, i aquell mateix any va prendre part en els Jocs Olímpics d'Amsterdam, on disputà dues proves del programa de natació. Fou setè en la prova dels 4x200 metres lliures, fent equip amb Francesc Segalà, Estanislau Artal i Ramon Artigas; mentre en els 100 metres lliures quedà eliminat en sèries.

## Arquitectura
Va estudiar a l'Escola Tècnica Superior d'Arquitectura de Barcelona, on es va titular el 1931. Aquest any es va afiliar com a soci estudiant al GATCPAC (Grup d'Arquitectes i Tècnics Catalans per al Progrés de l'Arquitectura Contemporània), en el qual va passar a soci director el 1933. Aquest grup va abordar l'arquitectura amb voluntat renovadora i alliberadora del classicisme noucentista, així com la d'introduir a Espanya els nous corrents internacionals derivats del racionalisme practicat a Europa per arquitectes com Le Corbusier, Ludwig Mies van der Rohe i Walter Gropius. El GATCPAC defensava l’adequació de l’arquitectura als nous temps, així com la utilització de nous materials, com les plaques de fibrociment o uralita, a més de materials més lleugers com el vidre.
El 1933 va elaborar amb Manuel Subiño i Ripoll un avantprojecte de sala d'actes per al Col·legi d'Advocats de Barcelona. A l'any següent va realitzar amb Francesc Perales i Mascaró una reforma de l'aula de Química General de la Universitat Autònoma de Barcelona. També va realitzar amb Perales els jardins de l'edifici històric de la Universitat de Barcelona (1934, plaça de la Universitat), al costat del jardiner Artur Rigol i Riba. El 1935 va elaborar igualment amb Perales un projecte d'institut de segon ensenyament a Badalona. El 1936 va elaborar un projecte d'escola graduada a Calaf, així com un projecte d'institut de segon ensenyament per a Lleida, amb Josep Lluís Sert.